# Masdevallia constricta
Masdevallia constricta là một loài phong lan đặc hữu của Peru.

## Hình ảnh

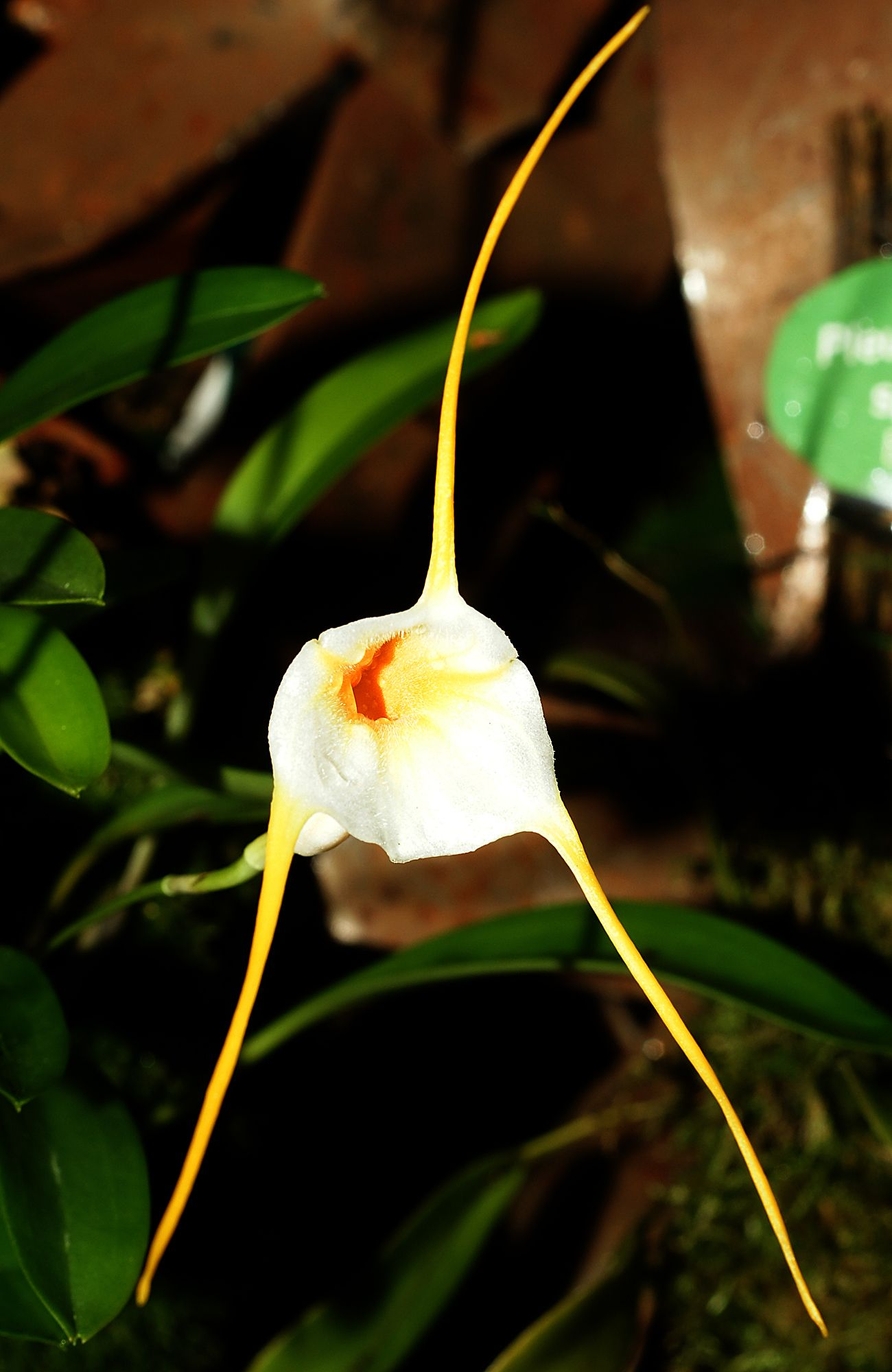